# Garry Shider
Garry Marshall Shider (24 de julho de 1953 — 16 de junho de 2010) foi um músico estadunidense, mais conhecido como guitarrista e compositor do coletivo musical Parliament-Funkadelic. Junto a 15 outros integrantes de sua banda, foi incluído no Hall da Fama do Rock and Roll em 1997.
Morreu em junho de 2010, por complicações de saúde em decorrência de câncer no cérebro e pulmão.